# Listă de proverbe românești
Aceasta e o listă a celor mai cunoscute proverbe românești.

## A
- A aduce apă după ce s-a stins focul.
- A aduna nuiele pentru spinarea sa.
- A ajunge cuțitul la os.
- A auzit clopotul, dar nu știe de la ce bisericǎ.
- A avea ac de cojocul cuiva.
- A avea mai mult noroc decât minte.
- A bate apa-n piuă
- A bate calul care trage.
- A bate fierul cât e cald.
- A bate la ochi.
- A bate toba în tot satul.
- A călca pe bec.
- A cânta cuiva în strună.
- A căra apă cu ciurul.
- Aceași Mărie cu altă pălărie.
- Acela care Îl iubește pe Dumnezeu, îi iubește și pe oameni.
- A da bir cu fugiții.
- A da peste noroc.
- A da perle la porci.
- A despica firul în patru.
- A duce cu preșul.
- Adevărul este întotdeauna la mijloc.
- Adevărul se spune la despărțire.
- Adevărul stă scris printre rânduri.
- A dispărut de parcă l-a înghițit pământul.
- A face bortă în apă.
- A face cruce în tavan.
- A face cuiva hatârul.
- A face cum îl taie capul.
- A face din cal măgar și din țânțar armăsar.
- A face ochi dulci cuiva.
- A face pe cineva cu ou și cu oțet.
- A face pe cineva de două parale.
- A face treaba în doi peri.
- A face umbră pământului degeaba.
- A face un bine înseamnă a-și bate cuie în talpă.
- A fi cu ochii în patru.
- A fi pe drojdie (cu banii).
- A fi prins cu cioara vopsită.
- Ai ales pân-ai cules.
- Ai carte, ai parte.
- Ai, dai, n-ai. Ia nu da, să vezi cum ai.
- A dat-o cotită.
- A-i fi frică și de umbra sa.
- A împăca capra cu varza.
- A împușca doi iepuri dintr-un foc.
- A pune carul înaintea boilor.
- A turna gaz pe foc.
- Ajută-te singur și Domnul te va ajuta.
- Apa trece, pietrele rămân.
- Are un car cu boi și o sută de nevoi.
- Ascultă tot, dar nu crede tot.
- Așchia nu sare departe de trunchi.
- Avocatul nepoftit este bun de pălmuit.

## B
- Baba/Surdul n-aude, dar le potrivește.
- Banii n-au miros.
- Banu-i ochiul dracului.
- Bate fierul cât e cald.
- Bătaia e ruptă din rai.[1][2][3][4][5]
- Bătrânețe - haine grele.
- Bine faci, bine găsești.
- Boii bătrâni fac brazda dreaptă[6]
- Bunul gospodar își face vara sanie și iarna car.
- Buturuga mică răstoarnă carul mare.

## C
- Ca musca la arat.
- Calul de dar nu se caută la dinți.
- Capra sare masa, iada sare casa.
- Capul ce se pleacă, sabia nu-l taie.
- Cască ochii la tocmeală, iar nu după ce te-nșeală.
- Cămașa e mai aproape de piele decât sumanul/haina.
- Caută o femeie care-ți place ție, nu la alții.
- Călătorului îi șade bine cu drumul.
- Câinele care latră nu mușcă.
- Câinele moare de drum lung și prostul de grija altora.
- Câinii latră, ursul merge.
- Când de multe te apuci mai pe toate le încurci.
- Când doi îți spun că ești beat, du-te de te culcă.
- Când doi se ceartă al treilea câștigă.
- Când pisica nu-i acasă, șoarecii joacă pe masă.
- Când omul cade, îi piere și umbra.
- Când râde prostul, înțeleptul suspină.
- Câte bordeie, atâtea obiceie.
- Ce-am avut și ce-am pierdut!
- Ce mi-e baba Rada, ce mi-e Rada baba!
- Ce naște din pisică, șoareci mănâncă.
- Ce ție nu-ți place, altuia nu-i face.
- Ce-i în gușă și-n căpușă.
- Ce-i în mână nu-i minciună.
- Ce-și face omul singur nici dracul nu poate desface.
- Cel flămând se visează mâncând.
- Cele rele să se spele, cele bune să se-adune.
- Cine aleargă după doi iepuri nu prinde niciunul.
- Cine adună la tinerețe are la bătrânețe.
- Cine are carte, are parte.
- Cine are/face carte are patru ochi.
- Cine are prieten nărod ajunge din pod în glod.
- Cine dă nu uită, uită cel care ia.
- Cine fură azi un ou, mâine va fura un bou.
- Cine împarte, parte își face.
- Cine întreabă nu dă bucuros.
- Cine poate oase roade, cine nu, nici carne moale.
- Cine râde la urmă râde mai bine.
- Cine nu are un bătrân, să își cumpere.
- Cine nu-ncearcă, nici nu câștigă.
- Cine sapă groapa altuia, cade singur în ea.
- Cine se frige cu ciorba, suflă și în iaurt.
- Cine seamănă vânt, culege furtună.
- Cine se aseamănă, se adună.
- Cine se scoală de dimineață, departe ajunge.
- Cine se scuză, se acuză.
- Cine stă în casă de sticlă, nu aruncă cu pietre.
- Cine știe carte, are patru ochi.
- Copilul și bețivul spun adevărul.
- Corb la corb nu scoate ochii.
- Corb, corbului ochi nu scoate.
- Cu fundul în două luntre.
- Cu o floare nu se face primăvară.
- Cu tacerea ii frigi pielea.
- Cui pe cui scoate.
- Cui îi dai pe datorie nu-ți mai intră-n prăvălie / nu-l mai vezi în prăvălie.
- Cu un ochi râde și cu altul plânge.
- Cum îți așterni așa dormi.
- Cum se scoală - cum i-e foame, cum se culcă - cum adoarme.
- Cum tu mie, așa eu ție.
- Cum e stăpânul așa-i și sluga.
- Cum e turcul și pistolul.
- Cu răbdarea treci și marea.

## D
- Dacă copilul nu plânge, mama nu-i dă țâță.
- Dacă doi îți spun că ești beat, du-te și te culcă.
- Dacă vrei să faci o meserie, îți trebuie scule, dacă vrei să ai familie, îți trebuie oameni.
- Dacă n-ajunge, mai rămâne.
- Dacă tăceai, filosof rămâneai.
- Dar din dar se face rai.
- Dați cezarului, ce-i al cezarului.
- De când lumea, râsul te râde și batjocura te batjocorește.
- De ce e mai râioasă capra, de aia stă cu coada mai sus.
- Dă-i nas lui Ivan, că se suie pe divan.
- De la un datornic rău și un sac de paie e bun.
- Din talpa casei cerc de bute nu se poate face.
- Din talpa casei nu poți face doage, nici din coadă de câine sită de mătase.
- Din talpa casei nu se face obadă de roată.
- După mine, potopul!
- După război mulți viteji se arată.

## E
- E bună povața de bătrân și părinte.
- E bun numai când doarme.
- E învățat (cu greutățile) ca țiganul cu ciocanul (scânteia).
- Excepția întărește/confirmă regula.

## F
- Fă bine și așteaptă răul.
- Ferește-mă Doamne, de prieteni, că de dușmani mă feresc singur.
- Ferește-te de proști, pentru că au mintea odihnită.
- Fă-te frate cu dracul până treci puntea.
- Ferește-te de câinele mut și de omul tăcut.
- Fiecare greșește, dar numai prostul repetă greșeala.
- Foamea e cel mai bun bucătar.
- Frate, frate, dar brânza e pe (costă) bani.
- Frâul de aur nu face calul mai bun.
- Fuga e rușinoasă, dar sănătoasă.

## G
- Găina bătrână face ciorba bună.
- Găina vecinului pare curcă.
- Găină în făină.
- Gând la gând cu bucurie.
- Gerul nu vine niciodată singur.
- Graba strică treaba.

## H
- Haina nu îl face pe om.
- Hoțul neprins e negustor cinstit.

## I
- Iarba rea nu piere.

## Î
- În boul care trage, în ăla dă cu biciul
- Încet, încet, departe ajungi
- Încetul cu încetul se face oțetul
- Învață din nevoia altuia
- În țara orbilor, chiorul este împărat

## J
- Jarul potolit te arde
- Jur acum pana nu iese soarele

## L
- La plăcinte înainte, la război înapoi.
- La pomul lăudat să nu te duci cu sacul.
- Lacomului nu-i ajunge, Oltu-n gură de i-ar curge.
- La/în tot răul este și un bine.
- La omul sărac, nici boii nu trag.
- Lauda de sine nu miroase a bine.
- Laudă-mă gură, că ți-oi da friptură.
- Lenea e cucoană mare, care cere de mâncare
- Leneșul mai mult aleargă și zgârcitul (scumpul) mai mult păgubește.
- Lăcomia pierde omenia.
- Lăcusta nu are milă de bucate.
- Lemnul strâmb te necăjește, / omul prost te-mbătrânește.
- Lucrul, odată început, e pe jumătate făcut.
- Lupul cu slugi nu face gâtul gros.
- Lupul lup rămâne.
- Lupu-și schimbă părul, dar năravul ba.
- Lumea muncește și sapă și eu duc câinii la apă.

## M
- Mai bine mai târziu decât niciodată.
- Maimuța în aur și purpură, tot maimuță rămâne.
- Mamă soacră, poamă acră.
- Măgarul duce vinul și bea apă.
- Mărul putred strică o grămadă de mere bune.
- Mătura nouă mătură bine.
- Mâța blândă zgârie rău.
- Meseria e brățară de aur.
- Mi-e milă de tine, dar de mine mi se rupe inima.
- Minciuna are picioare scurte.
- Mortul de la groapă nu se (mai) întoarce.

- Mărul nu cade departe de copac .

## N
- Năravul din fire nu are lecuire.
- Năravul din născare leac nu are.
- Nemulțumitului i se ia darul.
- Nevoia îl învață pe om.
- Nevoia te învață.
- Nu aduce anul/ziua ce aduce ceasul/ora.
- N-ai carte, n-ai parte.
- Nu da vrabia din mână pentru cioara de pe gard.
- Nu e dracul (chiar) așa de negru.
- Nu este pădure fără uscături.
- Nu-i "mult" să nu se termine și "puțin" să nu ajungă.
- Nu face ce face popa, fă ce zice popa.
- Nu haina îl face pe om.
- Nu iese fum fără foc.
- Nu lăsa pe mâine ce poți face azi.
- Nu mor caii când vor câinii.
- Nu lăuda ziua înainte de asfințit.
- Nu poți fi și cu varza unsă și cu slănina în pod.
- Nu se sperie curva bătrână de vorba groasă.
- Nu știe stânga ce face dreapta. (Matei 6:3)
- Nu te încrede în cânele care dă din coadă.
- Nu toate muștele fac miere.
- Nu tot ce zboară se mănâncă.
- Nu-ți băga nasul unde nu-ți fierbe oala.
- Nu-ți dori, că ți se va întâmpla.
- Nu vede pădurea de copaci / din pricina copacului.
- Nu zice hop până n-ai sărit groapa/pârleazul.
- Numa-ncet, cu furca se încarcă carul.
- Numai în pomul care nu face roade nu dă nimeni cu pietre.
- Numai prostul râde de ce își aduce aminte.

- Nu-i pădure fară uscatură.

## O
- Obrazul de scoarță / totdeauna îi gata de harță.
- Ochii care nu se văd se uită.
- Ochii sunt oglinda/fereastra sufletului.
- Ochii verzi niciodată să nu-i crezi.
- Omul sfințește locul, nu locul pe om.
- Omul face haina și nu haina pe om.
- Omul harnic, silitor, de pâine nu duce dor.

## P
- Paza bună trece primejdia rea
- Până ce nu dai cu capul de pragul de sus, nu-l vezi pe cel de jos.
- Pofta vine mâncând
- Prietenul bun e ca o pungă de bani.
- Prietenul la nevoie se cunoaște
- Prostia și domnia se plătește
- Prostia din naștere n-are leac (nu se vindecă)
- Prostul dacă nu-i fudul, parcă nu e prost destul
- Prostul moare de grija altuia
- Pe cine nu lași să moară, nu te lasă să trăiești.
- Pentru o babă surdă, nu se trag clopotele de două ori.
- Peștele de la cap se-mpute
- Peștele mare mănâncă peștele mic (sau Peștele cel mare mănâncă pe cel mic)
- Pică pară mălăiață în gura lui Nătăfleață
- Prea puțin ca să trăiești, prea mult ca să mori
- Prieteni noi să îți faci, dar de cei bătrâni să nu te lași![6]
- Printre grâu, mălura crește.
- Prost să fii, noroc să ai.
- Puneți frâu la gură și lacăt la inimă
- Prostul întâi o croiește apoi o gândește
- Prostul nu se lasă până când nu spune tot ce știe
- Punctualitatea-i politețea regilor
- Prostul nu e prost destul, dacă nu e și fudul!

## R
- Rabdă inimă și taci, că n-ai alta ce să faci.
- Rabdă suflete cât poți, nu-ți da taina către toți.
- Răzbunarea e arma prostului.
- Râde hârb/ciob de oală spartă
- Râde dracul de porumbe negre și pe sine nu se vede.
- Râde prostul de neghiob.
- Rușinosul roade osul.

## S
- S-a băgat ca musca-n lapte (ori, ca musca-n fundul calului).
- S-a dus bou și a venit vacă.
- S-au văzut mai mulți miei tăiați de Paște, decât oi bătrâne.[7]
- Să fii domn e o întâmplare, să fii om e lucru mare.
- Să stăm strâmb și să judecăm drept.
- Sătulul nu crede flămândului.
- Sângele apă nu se face.
- Sârguința e mama norocului.
- Scopul scuză mijloacele.
- Scump la tărâțe, ieftin la făină.
- Socoteală curată, prietenie lungă.
- Spune-mi cu cine te însoțești, ca să-ți spun cine ești.
- Stăpânul zgârcit învață sluga hoață.

## Ș
- Și tăcerea e un răspuns.
- Știe mocanul ce-i șofranul? Când îl vede pe tarabă, gândește că e otravă.

## T
- Tăcerea e de aur, vorba de argint.
- Tânăr lângă tânără, ca paiele lângă foc.
- Tinerii înaintea bătrânilor, să aibă urechi, nu gură![6]
- Toamna se numără bobocii.
- Toate drumurile / căile duc la Roma.
- Tot țiganul își laudă ciocanul.
- Trei lucruri nu știe omul: când se naște, când îl ia somnul și când moare.

## Ț
- Țara arde și/iar baba se piaptănă.
- Țara arde de tătari, babei îi arde de lăutari.

## U
- Ulciorul nu merge de multe ori la apă.
- Unde dai și unde crapă.
- Unde nu intră soarele pe fereastră, intră doctorul pe ușă.
- Unde se cioplește, sar și așchii.
- Unde-s mulți, puterea crește.
- Urma alege.
- Urma scapă turma.
- Un măr bolnav strică o grămada mare de mere sănătoase.
- Un nebun întreabă mai mult decât pot spune zece înțelepți.
- Unde nu-i cap, vai de picioare.

## V
- Vinde pielea ursului din pădure.
- Vorba dulce mult aduce.
- Vorba e de argint, tăcerea e de aur.
- Vorba lungă, sărăcia omului.
- Vorbești de lup și lupul la ușă.
- Vrabia mălai visează, iar calicul praznicul.
- Vrei, nu vrei, bea, Grigore, aghiasmă!
- Vrei să faci o meserie, îți trebuie scule. Vrei să faci o familie, îți trebuie oameni.

## Z
- Zace pe moarte și ar mânca de toate.
- Ziua bună se cunoaște de dimineață.

## Publicații

### Colecții de proverbe românești
- George Muntean, Apa trece, pietrele rămîn - proverbe românești, Editura pentru literatură, Biblioteca pentru toți, București, 1966;
- Valentina Cărare, Dicționar de proverbe românești, Editura ALL, 2003, ISBN 973-684-552-4;
- Ion Cuceu, Dicționarul proverbelor românești, Editura Litera Internațional, 2006, ISBN 973-675-306-9;, descriere Arhivat în 29 septembrie 2007, la Wayback Machine.
- Iordache Golescu, Proverbe comentate, Editura Albatros, colecția Cogito, București, 1973;
- Ion Bratu. Din proverbele românilor. (manuscris).

### Traduceri, comparații cu alte limbi
- Elena Gorunescu, Dicționar de proverbe francez-român și român-francez, Editura Teora, descriere
- Virgil Lefter,  Dicționar de proverbe englez-român și român-englez, Editura Teora, descriere
- Mariana Millio, Dicționar de proverbe, maxime și zicători englez-român, Editura Elis.